# Bibimbap
Bibimbap (비빔밥) är en koreansk maträtt. Den görs på koreanskt ris tillsammans med stark chilisås, som blandas med olika sorters grönsaker, stekt ägg och kimchi. Ordet betyder blandat mål.

## Användning
Rätten är nationalrätt i Sydkorea.
Bibimbap serveras som en skål av varmt vitt ris toppat med namul (sauterade och kryddade grönsaker), och gochujang (chilipeppar-pasta). Ett rått eller stekt ägg och skivat kött läggs ofta till. Ingredienserna blandas genomgående ihop precis före servering. Maträtten kan serveras både varm och kall.
Grönsaker som ofta används i bibimbap skivas till stavar (julienne), är gurka, zucchini, rättika, svamp, roten från blåklockan, och kim (sjögräs) såväl som spenat, sojabönsgroddar och gosari (ormbunksstammar). Tofu, antingen vanlig eller sauterad, eller ett blad från ett salladshuvud kan läggas till, eller kyckling eller skaldjur kan bytas ut mot nötkött.

## Variationer

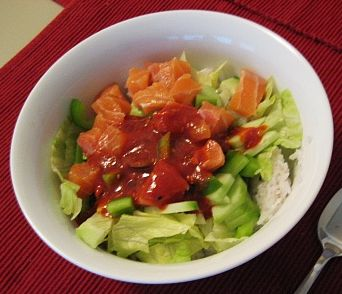
Hoedeopbap.

En variant av rätten, dolsot bibimbap (돌솥 비빔밥, dolsot är en skål gjord av sten), serveras i en mycket het skål. Rått ägg tillsätts som blir tillagat via den heta skålen. Innan riset är placerat i skålen tillsätter man sesamolja så att riset sedan får ett gyllenbrunt krispigt lager i botten.
En annan variant av bibimbap är hoedeopbap (회덮밥) som serveras med rå fisk i skivor eller tärnat. Exempel på fiskarter som används är lax, tonfisk, havsabborre, tilapia och ibland bläckfisk.